# Konstantinos Mavropanos
Konstantinos Mavropanos (en griego: Κωνσταντίνος Μαυροπάνος; Atenas, 11 de diciembre de 1997), conocido como Dinos Mavropanos, es un futbolista griego que juega como defensa en el West Ham United F. C. de la Premier League de Inglaterra.

## Trayectoria

### PAS Giannina
Mavropanos comenzó su carrera en las inferiores del Apollon Smyrnis a la edad de ocho años. Se unió al PAS Giannina de la Super Liga de Grecia en enero de 2016, firmando un contrato por tres años y medio. Dinos debutó con el PAS Giannina el 29 de noviembre de 2016 en la Copa de Grecia.
Debutó en la liga el 5 de abril de 2017 en la derrota por 3-0 ante el Veria. Anotó su primer gol en el club griego el 19 de agosto de 2017, durante el primer encuentro de la temporada, al Asteras Tripolis en el minuto 19 el que sería el gol de la victoria por 2-1.
Mavropanos jugó 23 encuentros para el club en todas las competiciones, donde anotó tres goles.

### Arsenal
El 4 de enero de 2018 fichó por el Arsenal F. C. de la Premier League. Debutó en la primera categoría inglesa el 29 de abril en la derrota por 2-1 ante el Manchester United en Old Trafford.
Sufrió una lesión en la ingle en octubre de 2018, que lo dejó fuera de las canchas hasta el 15 de enero de 2019. Jugó su primer encuentro de la temporada 2018-19 como sustituto de Shkodran Mustafi en la derrota de visita por 3-1 ante el Manchester City.

#### Cesiones
El 13 de enero de 2020 fue cedido al 1. F. C. Núremberg para lo que restaba de temporada. Finalizada la misma, regresó al equipo londinense, aunque unos días después se hizo oficial que seguiría en el fútbol alemán para jugar una temporada en el VfB Stuttgart. Tras la misma se prorrogó la cesión un año más, quedándose finalmente en definitivo al finalizar la campaña 2021-22.

### Regreso a Inglaterra
El 22 de agosto de 2023 fue traspasado al West Ham United F. C. con el que firmó por cinco años.

## Selección nacional
El 28 de marzo de 2021 debutó con la selección de Grecia en un amistoso ante Honduras.

## Estadísticas

### Clubes
| Club                             | Div.          | Temporada     | Liga  | Liga  | Copas nacionales | Copas nacionales | Copas internacionales | Copas internacionales | Total | Total |
| Club                             | Div.          | Temporada     | Part. | Goles | Part.            | Goles            | Part.                 | Goles                 | Part. | Goles |
| -------------------------------- | ------------- | ------------- | ----- | ----- | ---------------- | ---------------- | --------------------- | --------------------- | ----- | ----- |
| PAS Giannina · Grecia            | 1.ª           | 2016-17       | 2     | 0     | 2                | 0                | 0                     | 0                     | 4     | 0     |
| PAS Giannina · Grecia            | 1.ª           | 2017-18       | 14    | 3     | 2                | 0                | —                     | —                     | 16    | 3     |
| PAS Giannina · Grecia            | Total club    | Total club    | 16    | 3     | 4                | 0                | 0                     | 0                     | 20    | 3     |
| Arsenal F. C. Inglaterra         | 1.ª           | 2017-18       | 3     | 0     | 0                | 0                | 0                     | 0                     | 3     | 0     |
| Arsenal F. C. Inglaterra         | 1.ª           | 2018-19       | 4     | 0     | 0                | 0                | 0                     | 0                     | 4     | 0     |
| Arsenal F. C. Inglaterra         | 1.ª           | 2019-20       | 0     | 0     | 0                | 0                | 1                     | 0                     | 1     | 0     |
| Arsenal F. C. Inglaterra         | Total club    | Total club    | 7     | 0     | 0                | 0                | 1                     | 0                     | 8     | 0     |
| 1. F. C. Núremberg · Alemania    | 2.ª           | 2019-20       | 12    | 0     | —                | —                | —                     | —                     | 12    | 0     |
| 1. F. C. Núremberg · Alemania    | Total club    | Total club    | 12    | 0     | 0                | 0                | 0                     | 0                     | 12    | 0     |
| VfB Stuttgart · Alemania         | 1.ª           | 2020-21       | 21    | 0     | 1                | 0                | —                     | —                     | 22    | 0     |
| VfB Stuttgart · Alemania         | 1.ª           | 2021-22       | 31    | 4     | 2                | 1                | —                     | —                     | 33    | 5     |
| VfB Stuttgart · Alemania         | 1.ª           | 2022-23       | 30    | 3     | 4                | 0                | —                     | —                     | 34    | 3     |
| VfB Stuttgart · Alemania         | Total club    | Total club    | 82    | 7     | 7                | 1                | 0                     | 0                     | 89    | 8     |
| West Ham United F. C. Inglaterra | 1.ª           | 2023-24       | 19    | 1     | 5                | 0                | 9                     | 0                     | 33    | 1     |
| West Ham United F. C. Inglaterra | 1.ª           | 2024-25       | 33    | 0     | 2                | 0                | —                     | —                     | 35    | 0     |
| West Ham United F. C. Inglaterra | Total club    | Total club    | 52    | 1     | 7                | 0                | 9                     | 0                     | 68    | 1     |
| Total carrera                    | Total carrera | Total carrera | 169   | 11    | 18               | 1                | 10                    | 0                     | 197   | 12    |